# 龍崎市車站
龙崎市車站（日语：／ Ryūgasakishi eki */?）是位於日本茨城縣龍崎市，由東日本旅客鐵道（JR東日本）與關東鐵道所共用的鐵路車站。本站原名为佐贯站（日语：／ Sanuki eki ?）。2020年3月14日起，JR东日本的佐贯站更名为「龍崎市站」，关东铁道车站則沿用舊名“佐贯站”。
本站是JR東日本所屬的常磐線與關東鐵道所經營的短程支線龍崎線的分歧點，除了服務周圍地區的旅客外，也有許多旅客是在本站轉乘龍崎線，以便前往龍崎市的主車站龍崎站。

## 历史
- 1900年（明治33年）8月14日：随着日本铁道土浦線及龙崎铁道开通本站开业[2]。
- 1906年（明治39年）11月1日：日本铁道国有化，被划入官設铁道。
- 1909年（明治42年）10月12日：制定線路名称，被划入常磐線。
- 1944年（昭和19年）5月13日：龙崎铁道被移交给鹿島参宫铁道运行[2]。
- 1949年（昭和24年）6月1日：日本国有铁道发足。
- 1965年（昭和40年）6月1日：鹿島参宫铁道和常总筑波铁道合并成立关東铁道[2]。
- 1984年（昭和59年）2月1日：貨物服务废除。
- 1985年（昭和60年）3月10日：站台高架化。关铁另建立单独站房[2]。
- 1987年（昭和62年）4月1日：日本国铁分割民营化、本站被JR东日本接收。
- 2001年（平成13年）11月18日：JR东日本开始支持使用IC卡「Suica」。
- 2009年（平成21年）
  - 1月10日：关铁站房改建。
  - 3月14日：关铁开始支持IC卡「PASMO」[2]。
- 2012年（平成24年）5月：关铁部分時間段改为无人车站。
- 2017年（平成29年）6月3日：JR站更改发车旋律[3]。
- 2020年（令和2年）3月14日：JR站名更改为龍崎市站[1]。

## 站名由来
JR的站名源自於所在城市名“龙崎市”，而关东铁道的站名則来自过去一直存在的地名“佐贯村”。本站在1900年开业时属于当时的馴柴村佐貫，1954年包括馴柴村在内的5个村镇被划入龙崎町境内，市制实施後龙崎町更名为龙崎市。
因原JR站名佐贯站与内房线佐贯町站过于相似，多次出现前往佐贯町站附近母亲牧场的乘客误在本站下车的情况，因此在JR车站内挂出提示横幅“注意！本站并非最靠近母亲牧场的车站”（注意！当駅は、マザー牧場の最寄り駅ではありません）。

## 車站結構

### JR東日本

#### 月台配置

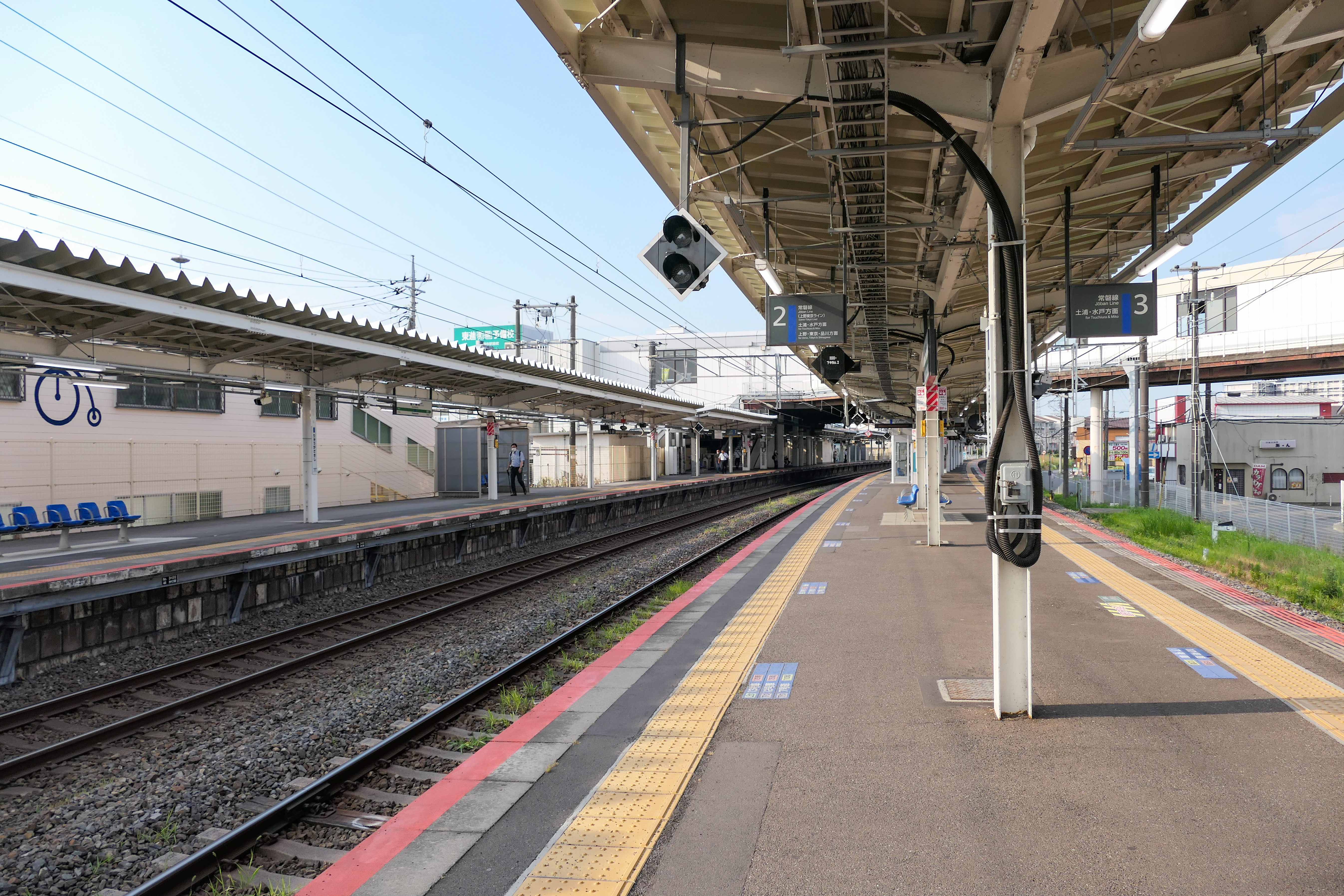
JR月台（2023年7月）

| 月台 | 路線    | 方向 | 目的地                                           | 備註            |
| ---- | ------- | ---- | ------------------------------------------------ | --------------- |
| 1、2 | ■常磐線 | 上行 | 我孫子、上野、東京、品川方向 （包括■上野東京線） | 2號月台為待避線 |
| 2、3 | ■常磐線 | 下行 | 土浦、水戶方向                                   | 2號月台為待避線 |

（來源：JR東日本:車站構內圖 （页面存档备份，存于））

### 關東鐵道

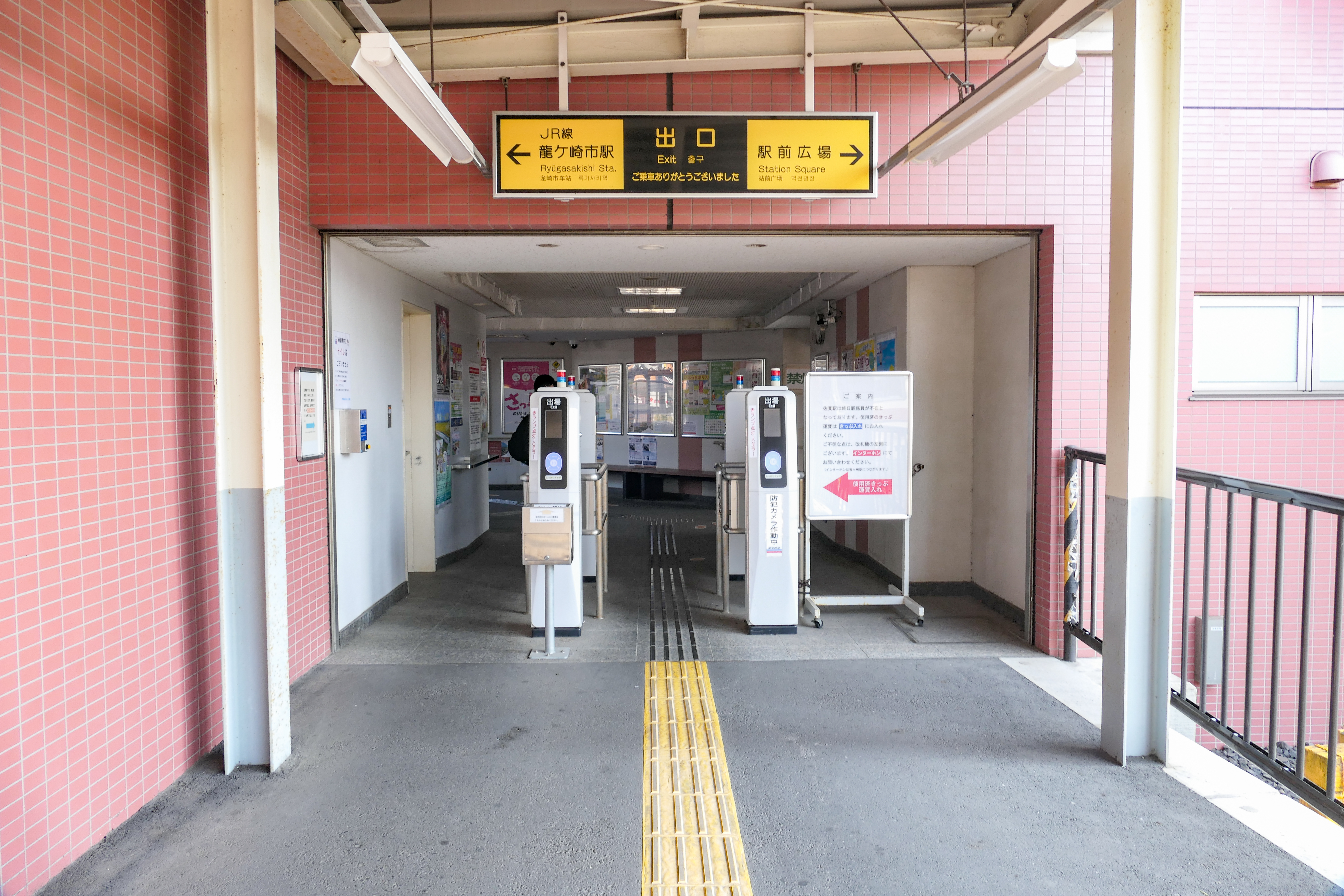
驗票口（2023年7月）

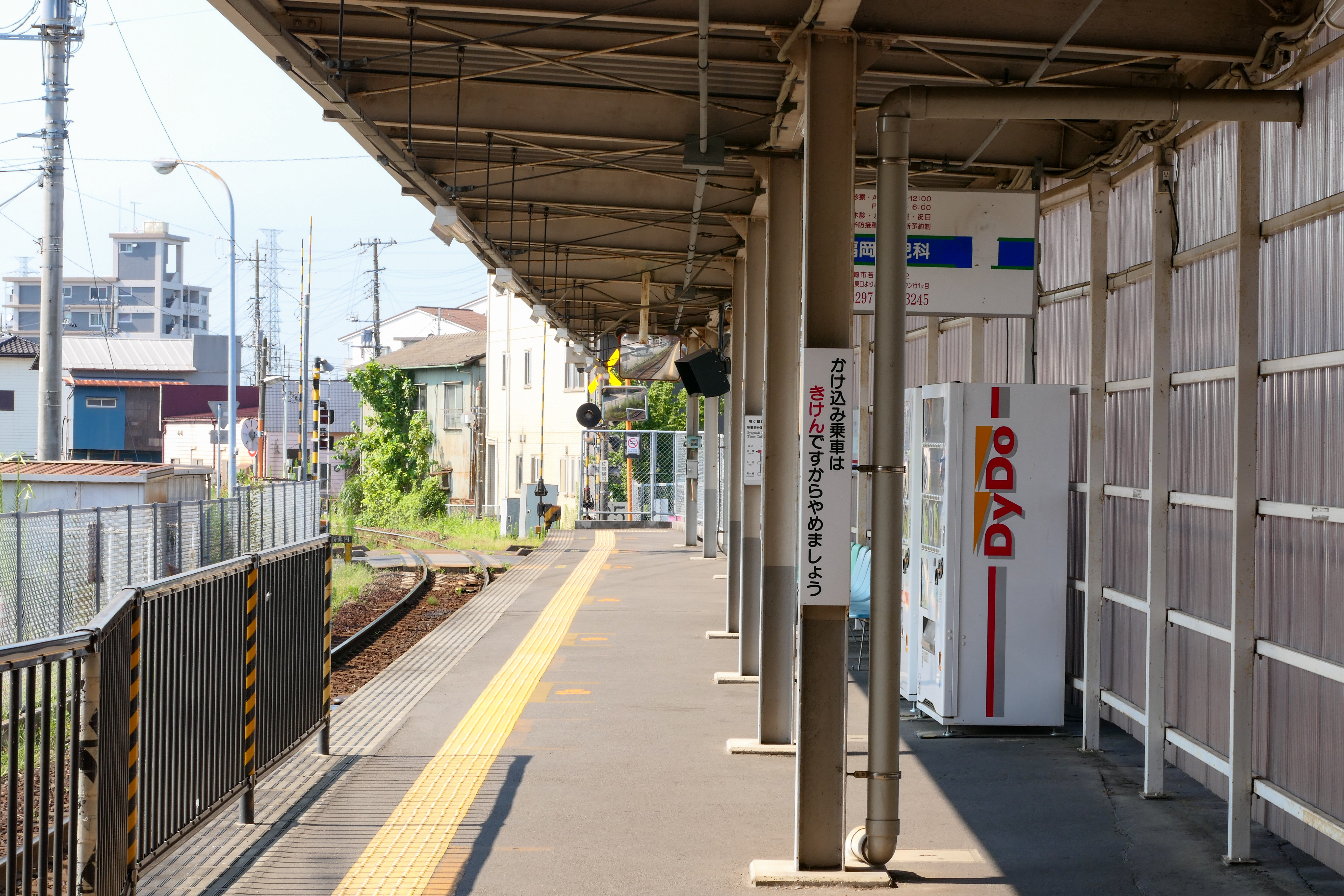
月台（2023年7月）

本站為側式月台1面1線的地面車站。

## 使用情況

### JR東日本龍崎市站
2017年度（平成29年度）1日平均上車人次為12,995人。近年推移如下表。
| 上車人次推移       | 上車人次推移     | 上車人次推移 |
| 年度               | 1日平均 上車人次 | 來源         |
| ------------------ | ---------------- | ------------ |
| 2000年（平成12年） | 16,842           | [ JR 2 ]     |
| 2001年（平成13年） | 16,746           | [ JR 3 ]     |
| 2002年（平成14年） | 16,316           | [ JR 4 ]     |
| 2003年（平成15年） | 16,239           | [ JR 5 ]     |
| 2004年（平成16年） | 15,743           | [ JR 6 ]     |
| 2005年（平成17年） | 15,497           | [ JR 7 ]     |
| 2006年（平成18年） | 15,429           | [ JR 8 ]     |
| 2007年（平成19年） | 15,553           | [ JR 9 ]     |
| 2008年（平成20年） | 15,370           | [ JR 10 ]    |
| 2009年（平成21年） | 15,017           | [ JR 11 ]    |
| 2010年（平成22年） | 14,550           | [ JR 12 ]    |
| 2011年（平成23年） | 14,030           | [ JR 13 ]    |
| 2012年（平成24年） | 14,001           | [ JR 14 ]    |
| 2013年（平成25年） | 13,833           | [ JR 15 ]    |
| 2014年（平成26年） | 13,377           | [ JR 16 ]    |
| 2015年（平成27年） | 13,459           | [ JR 17 ]    |
| 2016年（平成28年） | 13,173           | [ JR 18 ]    |
| 2017年（平成29年） | 12,995           | [ JR 1 ]     |
| 2018年（平成30年） | 12,824           | [ JR 19 ]    |

### 關東鐵道 佐貫站
2017年度（平成29年度）1日平均上下車人次為2,413人。近年推移如下表。
| 上下車人次推移     | 上下車人次推移     | 上下車人次推移 |
| 年度               | 1日平均 上下車人次 | 來源           |
| ------------------ | ------------------ | -------------- |
| 2009年（平成21年） | 2,511              |                |
| 2014年（平成26年） | 2,394              |                |
| 2017年（平成29年） | 2,413              | [ 関東鉄道 1 ] |

## 相鄰車站
東日本旅客鐵道
■常磐線
藤代－龍崎市－牛久
關東鐵道
■龍崎線
佐貫－入地

### 使用情況

#### JR東日本
1. 1 2  . 東日本旅客鉄道.   [2018-07-06]. （原始内容存档于2018-11-15） （日语）.
2. ↑  . 東日本旅客鉄道.   [2019-03-07]. （原始内容存档于2007-10-28） （日语）.
3. ↑  . 東日本旅客鉄道.   [2019-03-07]. （原始内容存档于2019-03-22） （日语）.
4. ↑  . 東日本旅客鉄道.   [2019-03-07]. （原始内容存档于2019-03-22） （日语）.
5. ↑  . 東日本旅客鉄道.   [2019-03-07]. （原始内容存档于2019-03-22） （日语）.
6. ↑  . 東日本旅客鉄道.   [2019-03-07]. （原始内容存档于2019-03-22） （日语）.
7. ↑  . 東日本旅客鉄道.   [2019-03-07]. （原始内容存档于2006-06-16） （日语）.
8. ↑  . 東日本旅客鉄道.   [2019-03-07]. （原始内容存档于2019-03-22） （日语）.
9. ↑  . 東日本旅客鉄道.   [2019-03-07]. （原始内容存档于2019-03-22） （日语）.
10. ↑  . 東日本旅客鉄道.   [2019-03-07]. （原始内容存档于2014-10-06） （日语）.
11. ↑  . 東日本旅客鉄道.   [2019-03-07]. （原始内容存档于2019-03-22） （日语）.
12. ↑  . 東日本旅客鉄道.   [2019-03-07]. （原始内容存档于2011-07-10） （日语）.
13. ↑  . 東日本旅客鉄道.   [2019-03-07]. （原始内容存档于2018-07-07） （日语）.
14. ↑  . 東日本旅客鉄道.   [2019-03-07]. （原始内容存档于2019-03-22） （日语）.
15. ↑  . 東日本旅客鉄道.   [2019-03-07]. （原始内容存档于2016-01-06） （日语）.
16. ↑  . 東日本旅客鉄道.   [2019-03-07]. （原始内容存档于2018-03-16） （日语）.
17. ↑  . 東日本旅客鉄道.   [2019-03-07]. （原始内容存档于2018-01-13） （日语）.
18. ↑  . 東日本旅客鉄道.   [2019-03-07]. （原始内容存档于2018-11-06） （日语）.
19. ↑  . 東日本旅客鉄道.   [2019-07-07]. （原始内容存档于2019-07-05） （日语）.

#### 關東鐵道
1. 1 2  . 関東鉄道.   [2019-03-07]. （原始内容存档于2019-03-07） （日语）.

## 外部連結
- 車站資訊（龍崎市）：東日本旅客鐵道（日語）
- 佐貫站 | 車站導覽 （页面存档备份，存于） - 關東鐵道（日語）